# Quadrastichus anysis
Quadrastichus anysis är en stekelart som först beskrevs av Walker 1839.  Quadrastichus anysis ingår i släktet Quadrastichus och familjen finglanssteklar. Inga underarter finns listade i Catalogue of Life.